# Lanchester 4x2 Armoured Car
La Lanchester Armoured Car era un'autoblindo britannica prodotta durante la prima guerra mondiale. Non bisogna confondere questo veicolo con quello prodotto tra le due guerre mondiali, il Lanchester 6x4.

## Storia
Nel 1914, le autoblindo Lanchester erano i secondi per numero di mezzi dopo gli autoblindo Rolls-Royce. Questo tipo di autoblindo erano stati originariamente progettati per supportare le basi aeree e recuperare i piloti abbattuti.
Nel 1915 il Lanchester subì un rimodellamento dello scafo e furono formati squadroni di queste autoblindo. Trentasei Lanchesters furono consegnati al Royal Naval Air Service. Questi squadroni di 12 veicoli furono inviati in Francia nel maggio dello stesso anno. Uno di questi squadroni si unì all'Esercito belga. In più il Belgio ricevette 15 autoblindi in prestito dal Royal Naval Air Service.
L'Esercito russo ricevette 22 di questi veicoli nel dicembre 1915. 19 di questi furono successivamente riarmati con un cannone navale Hotchkiss da 37 mm, al posto della mitragliatrice. Con la creazione della lunga linea di trincea sul Fronte occidentale le autoblindo furono usati molto meno e l'esercito inglese, dopo averli ritirati tutti, li rimodellò seguendo i parametri Rolls-Royce. I Lanchesters furono dunque inviati in Russia nel gennaio del 1916 con la forza di spedizione del Royal Naval Air Service. La forza di spedizione fu dispiegata nel Caucaso, in Romania e in Galizia per supportare le forze russe in quei teatri: alcuni distaccamenti furono inviati addirittura in Persia e in Turchia e i Lanchesters percorsero molte migliaia di chilometri. All'inizio del 1918 la forza di spedizione salpò dalla Russia a Murmansk. La maggior parte dei Lanchesters russi furono usati dall'Armata Bianca durante la Guerra civile russa.

## Varianti
I veicoli in dotazione all'esercito russo furono modificati con una piccola cupola sulla torretta e con delle protezioni laterali per la mitragliatrice.